# Costa Lambro
Costa Lambro (Còsta al Lamber in dialetto brianzolo) è una frazione geografica del comune italiano di Carate Brianza posta oltre il fiume Lambro a nordest del centro abitato, verso Vergo Zoccorino. Il nome indica proprio la porzione di territorio sopraelevata che fa da costone al fiume Lambro.
La località elegge democraticamente un proprio Consiglio di Frazione.

## Storia
Costa fu un antico comune del Milanese.
Registrato agli atti del 1751 come un villaggio di 150 abitanti saliti però a 297 nel 1771, alla proclamazione del Regno d'Italia nel 1805  risultava avere 325 abitanti. Nel 1809 il municipio fu ampliato su risultanza di un regio decreto di Napoleone che gli unì Agliate, Verano e Vergo, ma nel 1811 fu a sua volta soppresso ed unito per la prima volta a Carate. Il Comune di Costa fu poi restaurato nel 1816 dagli austriaci dopo il loro ritorno, e nel 1853 risultò essere popolato da 491 anime salite a 568 nel 1861. Il municipio, ridenominato Costa al Lambro nel 1862, ebbe comunque breve vita perché nel 1869 fu riannesso a Carate Brianza su decreto di Vittorio Emanuele II seguendo l'antico modello napoleonico.

### Il cantone di Costa
Nel periodo 1805 -1811, Costa divenne capoluogo del Cantone II che era compreso nel dipartimento d'Olona, facente parte del distretto III di Monza, comprendeva i comuni di: Agliate, Albiate, Besana superiore ed inferiore, Briosco, Calò, Canonica al Lambro, Capriano, Carate, Cazzano, Colzano, Corezzana, Costa, Giussano, Monte, Renate, Robbiano, Sovico, Tregasio, Triuggio, Valle, Veduggio, Verano, Vergo, Villa Raverio. Gli abitanti erano 14.193. Nel 1808 il dipartimento ebbe qualche mutamento territoriale e gli abitanti risultarono 13.407. Con il 1811 il capoluogo fu trasferito a Carate.

## Monumenti e luoghi d'interesse
- Villa Stanga Busca Borromeo[4], è una villa di delizia della Brianza. Già esistente a inizio '800, si caratterizza per le decorazioni in stile barocchetto e per il grande giardino all'italiana sul lato nord della villa.